# Josef Hron
Josef Hron (* 17. prosince 1950 Pelhřimov) je český fotbalový trenér a bývalý fotbalový brankář. Jako hráč získal v sezoně 1977/78 mistrovský titul se Zbrojovkou Brno pod vedením Josefa Masopusta.
V nejvyšší československé soutěži odchytal za TJ Zbrojovka Brno v 9 ročnících celkem 246 utkání a v 75 z nich udržel čisté konto. Ve všech těchto ukazatelích je dosud zbrojováckým rekordmanem, přiblížil se mu zatím pouze Luboš Přibyl – 9/224/68 (1994–2002). Poté působil v druholigovém Prostějově a následně v rakouském Gmündu nechyběl za 12 let ani v jednom mistrovském utkání, aktivní činnost ukončil ve 46 letech. Tato legenda brněnského fotbalu dlouhodobě působí u A-mužstva jako trenér brankářů.

## Kluby
- TJ Spartak Pelhřimov
- VTJ Dukla Hraničář České Budějovice
- TJ Zbrojovka Brno
- TJ Železárny Prostějov
- EPSV Gmünd

## Ligová bilance
V nejvyšší soutěži odehrál 246 utkání, v 75 z nich udržel čisté konto (vše za Zbrojovku Brno).
| Ročník                                   | Zápasy | Góly | Minuty | Nuly | Klub              |
| ---------------------------------------- | ------ | ---- | ------ | ---- | ----------------- |
| 1. československá fotbalová liga 1974/75 | 19     | 0    | 1 623  | 7    | TJ Zbrojovka Brno |
| 1. československá fotbalová liga 1975/76 | 30     | 0    | 2 700  | 12   | TJ Zbrojovka Brno |
| 1. československá fotbalová liga 1976/77 | 30     | 0    | 2 700  | 9    | TJ Zbrojovka Brno |
| 1. československá fotbalová liga 1977/78 | 30     | 0    | 2 687  | 11   | TJ Zbrojovka Brno |
| 1. československá fotbalová liga 1978/79 | 27     | 0    | 2 416  | 9    | TJ Zbrojovka Brno |
| 1. československá fotbalová liga 1979/80 | 25     | 0    | 2 250  | 7    | TJ Zbrojovka Brno |
| 1. československá fotbalová liga 1980/81 | 29     | 0    | 2 610  | 7    | TJ Zbrojovka Brno |
| 1. československá fotbalová liga 1981/82 | 28     | 0    | 2 449  | 8    | TJ Zbrojovka Brno |
| 1. československá fotbalová liga 1982/83 | 28     | 0    | 2 520  | 5    | TJ Zbrojovka Brno |
| CELKEM 1. LIGA                           | 246    | 0    | 21 955 | 75   |                   |